# العلاقات اليمنية النيوزيلندية
العلاقات اليمنية النيوزيلندية هي العلاقات الثنائية التي تجمع بين اليمن ونيوزيلندا.

## مقارنة بين البلدين
هذه مقارنة عامة ومرجعية للدولتين:
| وجه المقارنة                                              | اليمن                   | نيوزيلندا                                              |
| --------------------------------------------------------- | ----------------------- | ------------------------------------------------------ |
| المساحة (كم2)                                             | 555.00 ألف              | 268.02 ألف                                             |
| عدد السكان (نسمة)                                         | 28.25 مليون             | 4.24 مليون                                             |
| الكثافة السكانية (ن./كم²)                                 | 50.9                    | 15.82                                                  |
| العاصمة                                                   | صنعاء عدن (عاصمة مؤقتة) | ويلينغتون، أوكلاند                                     |
| اللغة الرسمية                                             | اللغة العربية           | لغة إنجليزية، اللغة الماورية، لغة الإشارة النيوزيلندية |
| العملة                                                    | ريال يمني               | دولار نيوزيلندي، الجنيه النيوزيلندي                    |
| الناتج المحلي الإجمالي (بليون دولار)                      | 18.21 مليار             | 205.85 مليار                                           |
| الناتج المحلي الإجمالي (تعادل القوة الشرائية) بليون دولار | 75.69 مليار             |                                                        |
| الناتج المحلي الإجمالي الاسمي للفرد دولار أمريكي          | 1.41 ألف                |                                                        |
| الناتج المحلي الإجمالي للفرد دولار أمريكي                 |                         |                                                        |
| مؤشر التنمية البشرية                                      | 0.498                   | 0.914                                                  |
| رمز المكالمات الدولي                                      | +967                    | +64                                                    |
| رمز الإنترنت                                              | .ye                     | .nz                                                    |
| المنطقة الزمنية                                           | ت ع م+03:00             | ت ع م+13:00، ت ع م+12:00                               |

## منظمات دولية مشتركة
يشترك البلدان في عضوية مجموعة من المنظمات الدولية، منها:
| علم المنظمة | اسم المنظمة                               | تاريخ انضمام اليمن | تاريخ انضمام نيوزيلندا |
| ----------- | ----------------------------------------- | ------------------ | ---------------------- |
|             | يونسكو                                    | 2 أبريل 1962       | 4 نوفمبر 1946          |
|             | مؤسسة التمويل الدولية                     | 22 مايو 1970       | 31 أغسطس 1961          |
|             | المركز الدولي لتسوية المنازعات الاستشارية | 20 نوفمبر 2004     | 2 مايو 1980            |
|             | منظمة حظر الأسلحة الكيميائية              | ?                  | ?                      |
|             | مؤسسة التنمية الدولية                     | 22 مايو 1970       | 1 أكتوبر 1974          |
|             | وكالة ضمان الاستثمار متعدد الأطراف        | 12 مارس 1996       | 22 أبريل 2008          |
|             | الاتحاد البريدي العالمي                   | ?                  | ?                      |
|             | الاتحاد الدولي للاتصالات                  | 1931               | 3 يونيو 1878           |
|             | منظمة الشرطة الجنائية الدولية             | ?                  | ?                      |
|             | الأمم المتحدة                             | 30 سبتمبر 1947     | 24 أكتوبر 1945         |
|             | البنك الدولي للإنشاء والتعمير             | 3 أكتوبر 1969      | 31 أغسطس 1961          |

## وصلات خارجية
- موقع وزارة الخارجية النيوزيلندية